# الگو
Pv.ebi1886الگو مدل یا یک سلسله قوانین است که با استفاده از آن می‌توان هر چیزی یا قسمتی از یک چیز را تولید نمود. دانش شناسایی الگوها به شناسایی الگو معروف است. الگو در واقع تولید هر چیزی است که با تکرار عجین و سرشته شده باشد. تکرار می‌تواند زیرالگوها یا زیرالگوهای اصلاح شده بر طبق چند قانون ساده داشته باشند.
به‌صورت کلی می‌توان به‌وسیله مردم الگوها را تشخیص داد یا کشف نمود (در بعضی از حالات نیز می‌توان از رایانه استفاده کرد)
گاه الگوها مانند فرش کردن منظم یک صفحه، پدیده، و تقسیم نمودن دودویی متوازن نام‌گذاری می‌شوند.
برخال‌ها (فراکتال‌ها) الگوهای ریاضی هستند. الگوهای پدیده‌های طبیعی از اصول معینی تبعیت می‌نمایند که در برخال‌ها یافت می‌شوند، برای مثال خود-همسانی. اگر چه خود-همسانی در طبیعت فقط تقریبی و کُتره‌ای (تصادفی) است، می‌توان اندازه‌گیری‌های انتگرالی را، که بیان‌کننده ویژگی‌های برخال‌ها می‌باشند، به «برخال‌های» طبیعی مثل کرانه دریا، شکل درختان و جز این‌ها، اعمال کرد (رجوع کنید به هندسه برخال). درحالی‌که ظاهر بیرونی الگوهای خود-همسانی کاملاً پیچیده به نظر می‌رسند، قوانین مورد نیاز برای ایجاد یا توصیف شیوه تشکیل آن‌ها می‌تواند بسیار ساده باشند (برای نمونه سامانه لیندرمایر برای توصیف شکل درختان).
افزون بر الگوهای ایستا، ممکن است از الگوهای پویا مانند نوسان نیز سخن به میان آید.

## الگوها در پدیده‌های طبیعی
- سخت پوستان دریایی.
- تپه شنی، تنگه‌های بزرگ و غیره.
- سرخس‌ها، نحوه تقسیم شاخه‌های یک درخت، کرانه‌ها، ابرها و جز این‌ها.

## الگوها در هنر
- هنر مدرن، موندریان، هنر دیدگانی (آپ آرت).
- امپرسیونیسم، پرداز نقطه‌رنگ (پوینتیلیسم).
- هنر نمایشی: دوایر گیسوزده.

## الگوها در علوم و ریاضی
- برخال‌ها
- بلورها
- فرش کردن پنزور

## برداشتهای دیگر از" الگو
- اغلب "الگو" به معنی مدل یا قالب می‌باشد، مثل قالب برش شیرینی. رجوع شود به الگوی طراحی (معماری) و الگوی طراحی (دانش رایانه).